# Каравиас, Василис
Василис Каравиас (греч. Βασίλειος Καραβίας; 1733 — 1830) — один из важнейших участников первого (Влахо-Молдавского) этапа освободительной войны Греции 1821—1829 годов.

## Биография
Василис Каравиас родился в 1773 году на греческом острове Итака.
В молодом возрасте уехал в Россию, где поступил на службу в армию. Участвовал в Наполеоновских войнах периода 1806—1812 годов и дослужился до звания майора. Ушел в отставку до начала войны 1812 года и обосновался в Молдавском княжестве. Здесь он достиг высоких чинов и был назначен комендантом Галаца. Одновременно был посвящён в тайное общество «Филики Гетерия» Георгием Прасасом. Каравиас пожертвовал частью своего состояния на цели освобождения Греции. В 1818 году, в Константинополе, посвятил в Общество своего родственника, будущего священномученика митрополита Евгения,
После того как гетеристы приняли решение начать восстание с княжеств Валахии и Молдавии и перешли Прут, князь Александр Ипсиланти назначил Каравиаса тысячником и одним из 9 членов Верховного совета.
Каравиас первым поднял Греческое знамя восстания 21 Февраля 1821 года, в Галаце. Во главе 150 греков, в основном земляков с островов Кефалиния и Итака, после упорного боя вынудил турок покинуть Галац. Однако историки отмечают и убийства гражданского мусульманского населения.
Сомнительной славы было его участие в сражении при Драгашани 7 июня 1821 года. Здесь Каравиас, командуя конницей гетеристов, предпринял преждевременную и без приказа атаку на турок, после чего отступил в горы. Таким образом «Священный Корпус», состоявший в основном из греческих студентов России-Австрии-Валахии, который двинулся на помощь Каравиасу, остался без прикрытия конницы. Греческая молодежь «Священного Корпуса» была окружена и, сражаясь героически до последнего, легла на поле боя под Драгашанами.
После Драгашан Каравиас нашёл убежище в Австрии. Позже ему удалось добраться до освобожденной Греции, где на острове Сирос он и умер в 1830 году.